# Jens-Peter Herold

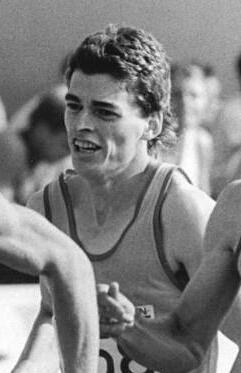
Jens-Peter Herold en 1987.

Jens-Peterr Herold (Neuruppin, Alemania, 2 de junio de 1965) es un exatleta mediofondista alemán, que compitió principalmente en la prueba de 1.500 metros por la República Democrática Alemana en sus primeros años y tras la reunificación de Alemania en el equipo conjunto alemán.
Jens-Peter Herold procedía de la prueba de 800 m, por lo que tenía una gran velocidad punta en la parte final de las carreras, especialmente cuando éstas se planteaban de modo táctico.
Herold consiguió la medalla de bronce en la prueba de 1500 m en los Juegos Olímpicos de Seúl (Corea del Sur) en 1988 con una marca de 3:36,21, detrás del keniano Peter Rono y del británico Peter Elliott.
En 1990 consiguió proclamarse doblemente campeón de Europa al triunfar al aire libre y en pista cubierta. Tras la reunificación de Alemania siguió compitiendo con el equipo alemán, siendo 4º en el Campeonato del Mundo de Atletismo de 1991.

## Resultados
| Año  | Competición                            | Lugar                        | Puesto                   | Marca   |
| ---- | -------------------------------------- | ---------------------------- | ------------------------ | ------- |
| 1987 | Campeonato de Europa en pista cubierta | Liévin, Francia              | 2º en 1500 m             |         |
| 1987 | Copa de Europa                         | Praga, Checoslovaquia        | 3º en 1500 m             |         |
| 1987 | Campeonato del mundo                   | Roma, Italia                 | 6º en 1500 m             |         |
| 1988 | Juegos Olímpicos                       | Seúl, Corea del Sur          | 3º en 1500 m             | 3:36,21 |
| 1989 | Copa de Europa                         | Gateshead, Reino Unido       | 4º en 1500 m             |         |
| 1989 | Copa del Mundo                         | Barcelona, España            | 2º en 800 m 3º en 1500 m |         |
| 1990 | Campeonato de Europa en pista cubierta | Glasgow, Reino Unido         | 1º en 1500 m             |         |
| 1990 | Campeonato de Europa                   | Split, Yugoslavia            | 1º en 1500 m             |         |
| 1991 | Copa de Europa                         | Fráncfort del Meno, Alemania | 2º en 1500 m             |         |
| 1991 | Campeonato del mundo                   | Tokio, Japón                 | 4º en 1500 m             |         |
| 1992 | Juegos Olímpicos                       | Barcelona, España            | 6º en 1500 m             |         |
| 1993 | Copa de Europa                         | Roma, Italia                 | 4º en 800 m 6º en 1500 m |         |

## Mejores marcas
- 1.500 metros - 3:32,77 (Rieti, 1992)

- 400 metros - 49,5 (1985)
- 800 metros - 1:44,88 (1990)
- 1.000 metros - 2:16,52 (1993)
- 1.000 metros (indoor) - 2:17,09 (1993)
- 1.500 metros (indoor) - 3:36,23 (1993)
- Milla - 3:49,22 (1988)
- Milla (indoor) - 3:53,74 (1994)
- 2.000 metros (indoor) - 4:56,23 (1993)
- 3.000 metros (indoor) - 8:00,60 (1991)
- 5.000 metros - 14:14,5 (1986)